# جسی مولین
جسی مولین (زاده ۱۳ ژانویه ۱۹۸۶)، بازیکن فوتبال فرانسوی است که در نقش دروازه‌بان برای سن-اتین در لیگ ۱ بازی می‌کند.

## افتخارات
سن-اتین
- جام اتحادیه باشگاه‌های فرانسه (۱): ۲۰۱۲-۱۳